# Sikke'n familie
Sikke'n familie er en dansk film fra 1963, instrueret af Alice O'Fredericks og Jon Iversen efter manuskript af Jan Hay.

## Medvirkende
- Gunnar Lauring
- Jessie Rindom
- Baard Owe
- Charlotte Ernst
- Karl Stegger
- Lisbeth Movin
- Judy Gringer
- Ib Mossin
- Jørgen Beck
- Lone Hertz
- Bent Børgesen
- Poul Reichhardt